# Dorio
Dorio (Dor in dialetto comasco, pronuncia fonetica IPA: /ˈdoːr/) è un comune italiano di 339 abitanti della provincia di Lecco in Lombardia, situato sulla sponda orientale dell'Alto Lago di Como.

## Geografia fisica
(Sigismondo Boldoni, Larius)
Il paese si estende dalle pendici del monte Legnoncino alle rive del Lario, tra due piccole valli dette, rispettivamente, dei Mulini e degli Asini.

## Storia
Il territorio di Dorio fu abitato in epoca protostorica da popolazioni celtiche. Testimonianze di quest'epoca sono:
- un paalstab rinvenuto nel corso dei lavori di scavo delle gallerie della ferrovia Lecco-Colico in località Garavina[7] e attualmente conservato presso il Museo archeologico Paolo Giovio di Como,
- incisioni cuppelliformi su massi in località Comballo (c/o il Residence Oasi dei Celti).

Dell'età romana si riporta la tradizione per cui il trasferimento di coloni greci a Como voluto da Giulio Cesare nel 59 a.C. sia coinciso con la fondazione delle località di Dorio, Corenno, Dervio e Piona, che corrisponderebbero ai siti greci di Dorio (in Messenia), Corinto, Delfi e Peonia. Mancando dati archeologici specifici, non è dato sapere se vi fosse in quest'epoca alcun insediamento colonico effettivo. Da Dorio, in epoca romana, passava la via Spluga, strada romana che metteva in comunicazione Milano con Lindau passando dal passo dello Spluga.
Nel territorio doriese vennero inoltre rinvenute alcune monete, note come "scudellati", risalenti al tempo di Ottone I di Sassonia e recanti gli emblemi delle città di Milano e Pavia.
In età medievale l'abitato principale coincideva con la località di Mandonìco (o anche Mondonico), ove probabilmente verso il 1300 fu edificata una chiesetta dedicata a San Giorgio Martire. Progressivamente, si verificò uno spostamento della popolazione residente verso la località Solmogno, che diede poi luogo all'attuale centro abitato di Dorio, posto più a valle di Mandonico.
Le prime notizie storiche risalgono all'anno 1040 d.C., quando Corenno, Dervio e Dorio erano alle dipendenze di Bellano. Verso la fine della primavera di quest'anno le navi bene equipaggiate della Repubblica delle Tre Pievi (Gravedona, Domaso e Dongo) prendono di sorpresa Dorio, poi Corenno e dopo 4 mesi di assedio Dervio.
Questi tre paesi passano sotto il dominio della suddetta repubblica e poi sotto il dominio di Milano (fino al 1410 Dorio è amministrativamente dipendente da Dervio). Nel 1449 i comaschi occupano e saccheggiano Bellano, Dervio, Corenno e Dorio.
Nel 1480 il Contado della Riviera con Dorio e l'antico feudo di Monte Introzzo con i paesi della Valle e Dervio assieme a Mandello del Lario, Bellano, Varenna, Corenno., viene dato in feudo a Pietro II Dal Verme, conte di Bobbio, Voghera, Castel San Giovanni e tutta la val Tidone, Pieve di Incino e Valsassina, che muore avvelenato dalla moglie nel 1485, e il feudo assieme agli altri della Riviera viene assegnato, non senza contrasti dei cittadini interessati, a Chiara Sforza, figlia di Galeazzo Maria Sforza, vedova Dal Verme. 
Nonostante le frequenti espropriazioni la Sforza seppe mantenere il controllo della situazione fino alla morte (1530), mentre i suoi eredi Fregoso preferirono cedere Dervio e gli altri feudi della Riviera agli Sfondrati nel 1533. Dal 1533 quindi al 1788 Dervio (e quindi anche Dorio) fu parte importante del feudo Sfondrati della Riviera.
Il 26 maggio 1506, per le miserevoli condizioni delle strade per Dervio e quindi l'impossibilità di portare i neonati al battesimo e di avere i conforti religiosi, su richiesta dei cittadini, Dorio ottenne dalla Curia Arcivescovile di Milano l'elevazione a sede di parrocchia. La creazione della parrocchia doriese non eliminò il diritto di decima (in uva, grano e pecunia) da parte del clero della matrice di Dervio, diritto che rimase il vigore fino al Novecento.
Tra XVI e XVII secolo, Paolo Giovio e Sigismondo Boldoni descrivono Dorio come una località ricca di vigneti.
Nel 1542 Dorio si staccò dalla Pieve di Dervio, ma rimase compreso, come lo è tuttora, nella Arcidiocesi di Milano. Dopo varie vicissitudini, con ripetute fasi di attacchi e saccheggi da parte dei vari avventurieri o dei vari comuni dell'alto lago, si arriva nel 1627 al passaggio dei Lanzichenecchi ed alla diffusione della peste bubbonica, resa celebre dal Manzoni ne I Promessi Sposi, che ridusse il numero degli abitanti da circa 300 a 84, divisi in 36 famiglie. La popolazione andò successivamente aumentando, fino a raggiungere 347 abitanti nel 1856 e 531 nel 1897, suddivisi in 85 famiglie.
1629, 28 ottobre - " Dorico riviera di Lecco de fuochi 39 diviso in 4 squadre Torchio, Salamagna (o Salmagna), Mandonico & Pannico" descritto da Alessandro Tadino. Quattro terre o ville componevano la comunità di Dorio: oltre alle già citate Mondonico e Solmogno, vi sono anche Panico e Torchiedo, poste a sud in direzione di Corenno. Solmogno, essendosi sviluppata notevolmente, in quanto costruita sulla via principale di comunicazione fra Colico e Dervio, fra il 1640-70 assunse il nome di Dorio. Nel 1676 fu inaugurata la nuova chiesa dedicata alla Beata Vergine, ampliata nel 1712, poi demolita e rifatta nel 1859. Successivamente fu dedicata anch'essa a S.Giorgio Martire.
Negli anni 1677 e 1804 fu restaurata l'antica chiesa di S.Giorgio a Mandonico, dove si possono ammirare degli affreschi del 1492, recentemente restaurati; rappresentano in alto il Santo titolare e la Beata Vergine col Bambino, poi un S. Michele, due Vescovi ed ancora la Beata Vergine. Un'altra figura di Vergine, prima sul lato orientale della chiesetta è stata staccata e si trova ora nella chiesa parrocchiale.
La porzione di territorio comunale che ospita le località Sparesée, Perdonasco e Rainelda fu assegnata al comune di Dorio nel 1755, al termine di una disputa durata oltre due secoli con il comune di Colico.
Nel 1840-1842 fu costruito un vasto filatoio, con filanda, tuttora esistente. Nel 1848 fu eretta, per voto dei cittadini, salvati dal morbo colera, la chiesetta di san Rocco (m. 443 s/m), sulla strada che porta ai monti di Dorio, chiamata sentiero del Viandante. Nel 1809 e nel 1927 il Comune di Dorio fu aggregato a Dervio, per poi riprendere la sua autonomia nel 1816 e nel 1950.

## Monumenti e luoghi d'interesse

### Architetture religiose
- Chiesa parrocchiale di San Giorgio Martire
- Chiesetta di San Giorgio Martire a Mandonico
- Chiesetta di San Rocco (sul sentiero del Viandante), costruita come ex-voto (o per la peste del 1630,[9] o nel 1848, o come riportato dall'Andreani,[13] nel 1856[9])
- Chiesetta della Madonna Immacolata (anni 1970) in località Sparesée,[5] costruita su impulso di don Dante Bestetti.[9]

### Altro
- Nucleo originario di Mandonico
- Massi cuppelliformi in località Comballo

## Società

### Evoluzione demografica
- 115 nel 1751
- 131 nel 1771
- 175 nel 1805
- annessione a Dervio nel 1809
- 369 nel 1853
- 401 nel 1859
- annessione a Dervio nel 1927

Abitanti censiti

### Corpo Musicale Doriese
L'istituzione culturale che unisce tutto il paese è il Corpo Musicale Doriese, fondato nel 1863 per volontà di Francesco Gilardoni e dell'allora parroco di Dorio don Giovanni Giussani.
Sempre presente alle manifestazioni civili e religiose di Dorio e dei comuni vicini, mantiene attiva anche una scuola di musica per i giovani che intendono avvicinarsi al mondo della musica ed unirsi all'attività della Banda.

## Geografia antropica

### Frazioni

#### Torchiedo
Frazione posta a sud del paese di Dorio; ubicata sul lato destro della S.P. 72, è il primo nucleo abitato che si incontra provenendo da Corenno Plinio.

#### Garavina
Estesa località in prevalenza costituita da un ripido pendio boscoso, che comprende a sua volta la località Crottino; da qui si dirama la strada per Olgiasca, frazione nel comune di Colico.

## Amministrazione
| Periodo          | Periodo          | Primo cittadino       | Partito                            | Carica                  | Note |
| ---------------- | ---------------- | --------------------- | ---------------------------------- | ----------------------- | ---- |
| 23 aprile 1995   | 23 dicembre 1998 | Vincenzo Bettega      | Centro                             | Sindaco                 |      |
| 28 dicembre 1998 | 24 febbraio 1999 | Carmen Cosentino      |                                    | Commissario prefettizio |      |
| 13 giugno 1999   | 14 giugno 2004   | Cristina Masanti      | Lista civica                       | Sindaco                 |      |
| 14 giugno 2004   | 8 giugno 2009    | Cristina Masanti      | Lista civica                       | Sindaco                 |      |
| 8 giugno 2009    | 26 maggio 2014   | Gianpietro Tengattini | Per il bene comune (lista civica)  | Sindaco                 |      |
| 26 maggio 2014   | 26 maggio 2019   | Cristina Masanti      | Primavera Doriese (lista civica)   | Sindaco                 |      |
| 26 maggio 2019   | in carica        | Massimo Vergani       | Dorio Viviamolo 2.0 (lista civica) | Sindaco                 |      |